# Lurdes Lekuona Laburu
Lurdes Lekuona Laburu (Vitoria, 4 de febrero de 1958) es la alcaldesa de la localidad alavesa de Zalduendo de Álava.

## Biografía
Es licenciada en Geografía e Historia por la Universidad del País Vasco (UPV/EHU). Ha sido profesora en AEK (Coordinadora de Euskaldunización y Alfabetización) y desde 1990 hasta 2021 trabajó en el Ararteko. Desde junio de 2021 está jubilada. Desde muy joven ha estado implicada en el movimiento vecinal del gasteiztarra barrio de Adurza y en los últimos 30 años se ha involucrado en los movimientos culturales y sociales de Zalduendo de Álava.

### Trayectoria asociativa
Entre 1995 y 2009 perteneció a diferentes AMPAs y desde 2005 a 2009 fue presidenta de Denon Eskola (Federación de asociaciones de madres y padres de la escuela pública en Álava). Formó parte de la Junta de Geu Elkartea, y participa en el Zalduondoko Marisoro euskara taldea. Además forma parte de la Junta de la Asociación Cultural de Zalduendo de Álava desde 1996, que entre otras labores, gestiona del Museo Etnográfico de Zalduendo de Álava, y desde la Asociación cultural de carnavales rurales de Álava (AHIK) ha contribuido a dar visibilidad y poner en valor los carnavales rurales de Álava, primera manifestación catalogada en Euskadi como patrimonio inmaterial en 2015.

### Trayectoria política
Las bases de EH Bildu depositaron su confianza en Lekuona para encabezar la lista de la candidatura para Zalduendo de Álava en las elecciones municipales de 2023.